# Mercatorhalle

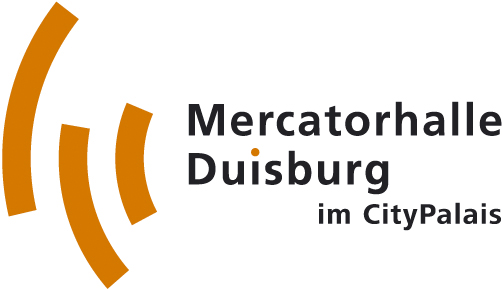
Logo Mercatorhalle Duisburg

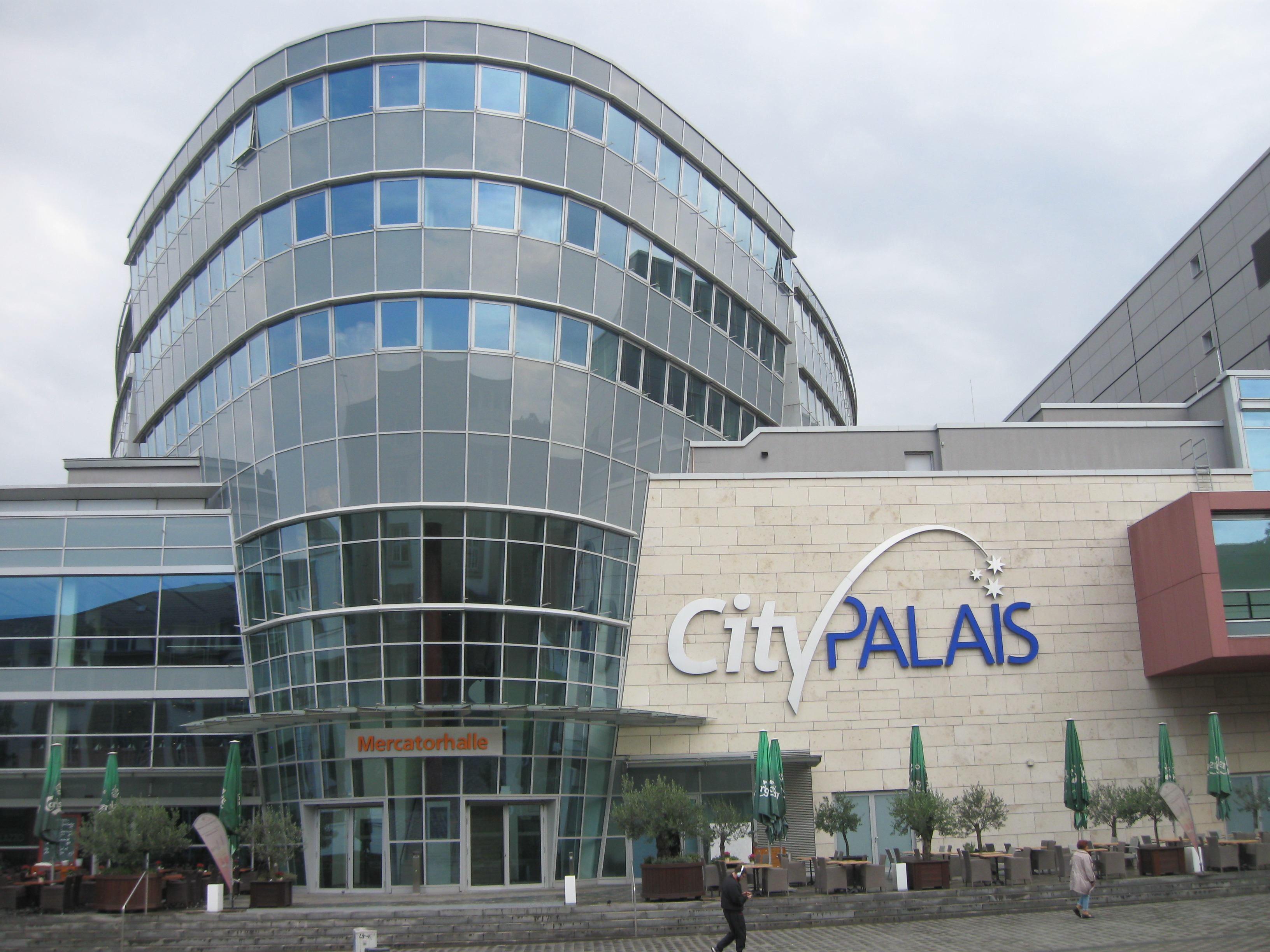
Neue Mercatorhalle im CityPalais

Die Mercatorhalle Duisburg ist eine Veranstaltungs- und Konzertstätte. Im Jahr 2005 wurde die alte Mercatorhalle abgerissen. An ihrer Stelle ist ein Gebäudekomplex mit Spielcasino, Büros, Geschäften, Gastronomie und Veranstaltungslocation entstanden (Betriebsbeginn von Spielbank und Shopping-Mall: 23. Februar 2007; Eröffnungsdatum Mercatorhalle: 21. April 2007). Die in diesem neuen Komplex eingebundene multifunktionale Halle für Kongresse und Konzerte wird in Erinnerung an die alte Halle Mercatorhalle Duisburg im CityPalais genannt. Sie fungiert als Heimstätte der Duisburger Philharmoniker. Nachdem die Mercatorhalle im August 2012 aufgrund von Brandschutzmängeln geschlossen wurde, steht sie seit dem 1. September 2016 wieder der Öffentlichkeit zur Verfügung.

## Mercatorhalle Duisburg im CityPalais

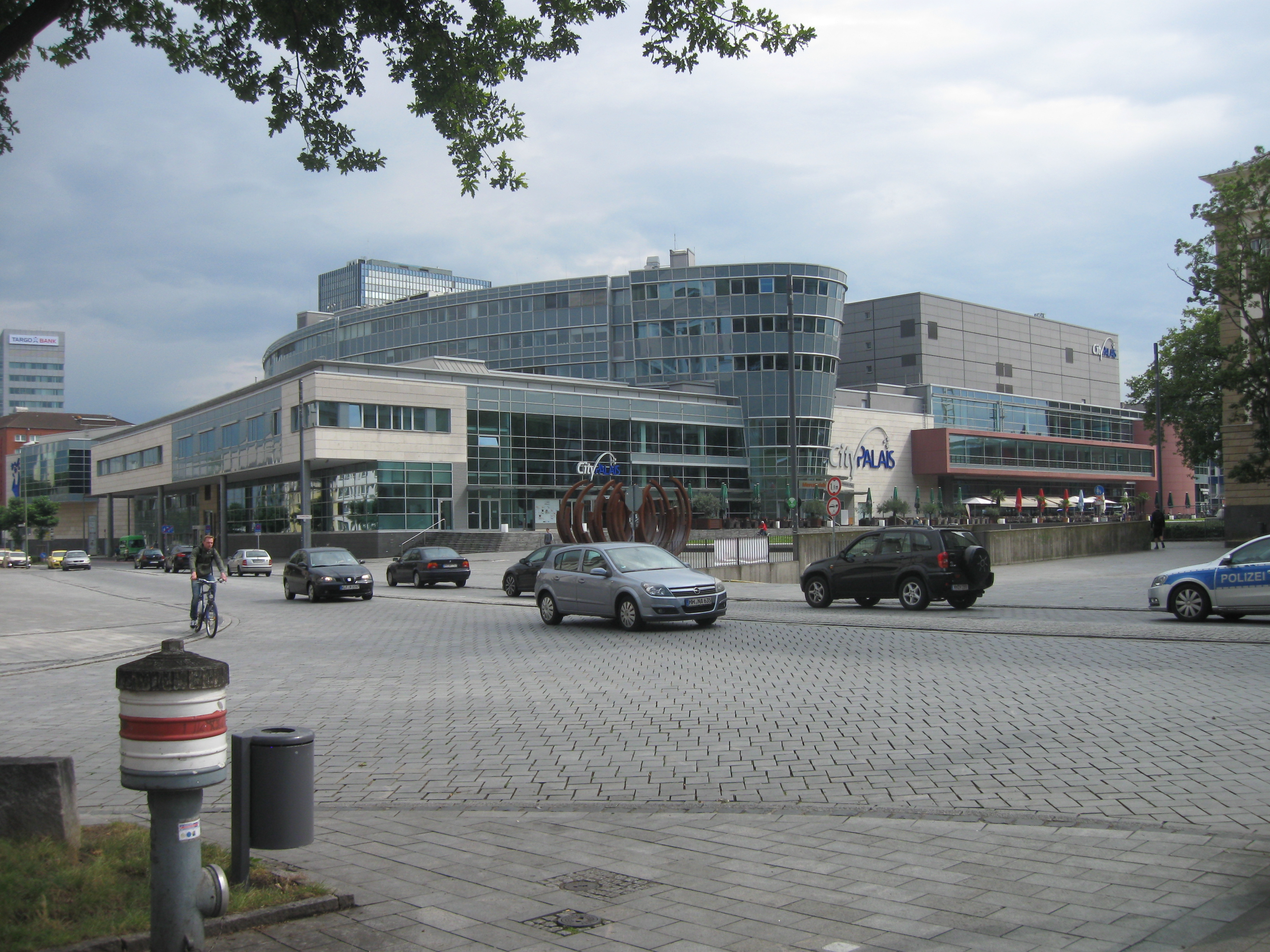
CityPalais am König-Heinrich-Platz (Nordwestseite)

Am 18. Juni 2005 wurde der Grundstein für den Bau des neuen Komplexes gelegt und die neue Mercatorhalle innerhalb des CityPalais am 21. April 2007 eröffnet.
Das CityPalais ist ein multifunktionales Zentrum. Es beherbergt auf ca. 77.000 m² neben Mercatorhalle und Casino ein Kongresszentrum, einen Bürokomplex sowie mehrere Restaurants und Geschäfte, außerdem eine Tiefgarage mit 670 Stellplätzen.
Die Orgel wurde 2009 von der Orgelbaufirma Eule aus Bautzen fertiggestellt. Das Instrument hat 72 Register (4.349 Pfeifen) auf vier Manualwerken und Pedal und ist im englisch-symphonischen Stil disponiert.
Am 22. August 2012 wurde die Mercatorhalle aufgrund von Brandschutzmängeln geschlossen. Der Tagungsbereich und die VIP-Lounge stehen seit November 2012 wieder für Veranstaltungen zur Verfügung. Die Sanierung im Kleinen Saal dauerte bis Januar 2015. Am 1. September 2016 fand die Wiedereröffnung des Großen Saals statt. Seitdem steht die Mercatorhalle der Öffentlichkeit und den Duisburger Philharmonikern wieder in Gänze zur Verfügung. Das Management der Mercatorhalle liegt in den Händen einer stadteigenen Betreibergesellschaft.

## Nutzung
Großer Saal:
Im Großen Saal finden bis zu 1746 Gäste Platz (1196 im Parkett / 550 im Rang). Durch variable Bodenelemente kann der Saal sowohl gestuft in Reihenbestuhlung als auch auf eine Ebene gefahren werden. Er verfügt über eine moderne Konzertsaalausstattung: So enthält die Deckenkonstruktion höhenverstellbare Schallsegel, die auf die Größe der musizierenden Ensembles abgestimmt werden können. Variable Akustikelemente an den Seitenwänden ermöglichen eine Veränderung der Nachhallzeiten, um bei unterschiedlichen Darbietungen die Klangqualität sicherzustellen.
Kleiner Saal:
Mit 450 m² Fläche und einem Foyer von 145 m² können hier bis zu 529 Personen eine Veranstaltung besuchen.
VIP-Lounge:
In der VIP-Lounge finden bei 130 m² Größe bis zu 50 Personen Platz.
Tagungsbereich:
Der Tagungsbereich bietet einen Rahmen für Seminare, Prüfungsveranstaltungen und kleinere Tagungen mit einer Teilnehmerzahl bis ca. 250 Teilnehmer. Das Raumangebot umfasst sechs verschieden große Konferenzräume.

## Eigentumsverhältnisse
Finanzierung, Bau und Vermarktung des 2007 fertig gestellten CityPalais’ lagen in den Händen des Pullacher Immobilienfondsmanagers Hannover Leasing, der Ende 2016 von seinen langjährigen Hauptaktionären, der Landesbank Hessen-Thüringen und der Hessisch-Thüringischen Sparkassen-Beteiligungsgesellschaft, an den luxemburgischen Immobilienentwickler Corestate verkauft wurde. Im November 2020 verkaufte Hannover Leasing das Duisburger Objekt, das als lukrativ und erfolgreich entwickelt gilt, einschließlich der neuen Mercatorhalle in einem offenen Bieterverfahren an die Volksbank Braunschweig Wolfsburg. Obwohl die Beteiligten den Kaufpreis für das CityPalais nicht veröffentlichen wollten, wurde er nach Indiskretionen von Anlegern in der Tagespresse verbreitet.

## Geschichte

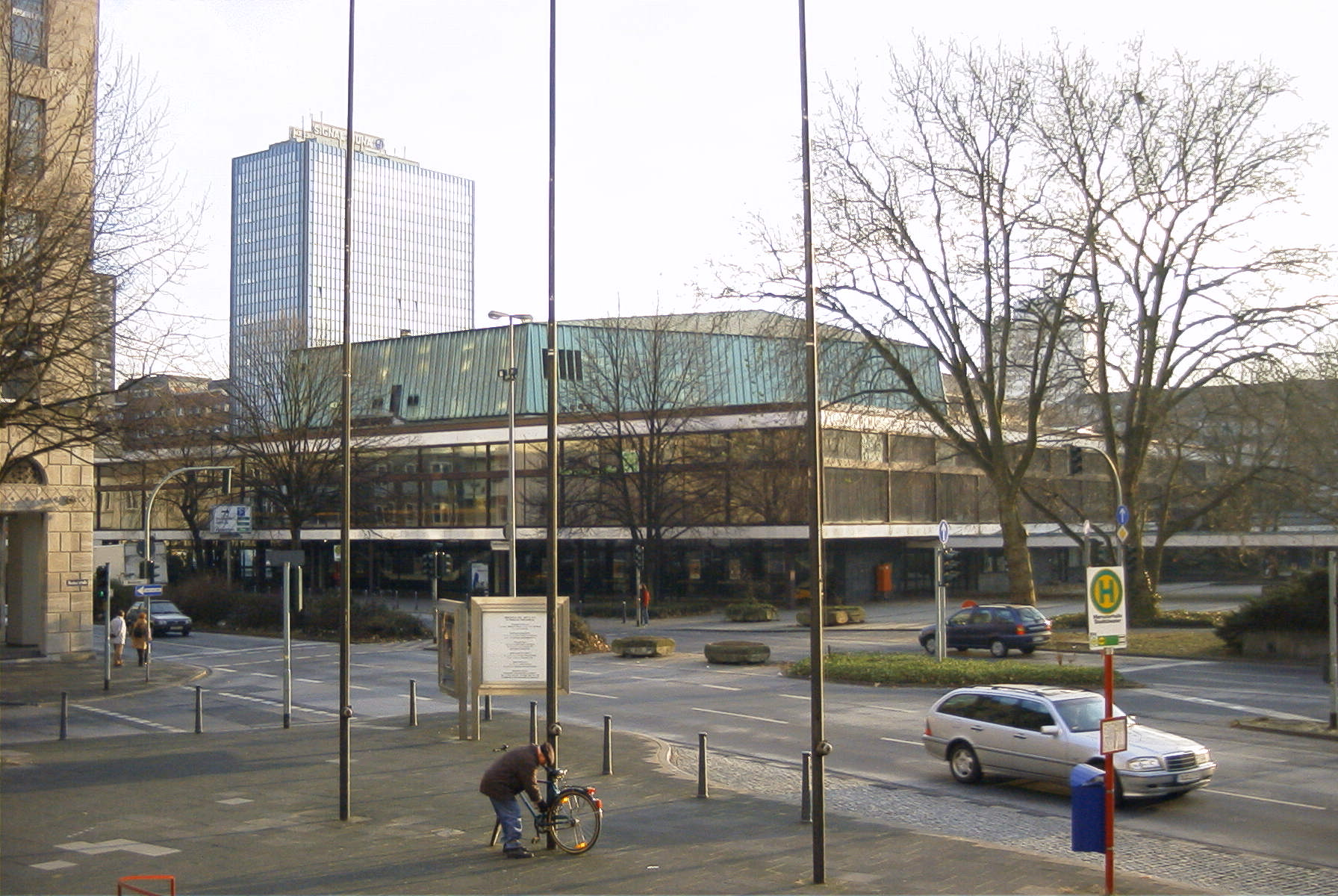
Blick vom Eingang des Stadttheaters auf die Nordwestseite der alten Mercatorhalle (2002)

### Zerstörung der Tonhalle
Die Duisburger Mercatorhalle ersetzte die in der Nacht vom 6. September auf den 7. September 1942 durch einen Bombenangriff zerstörte Duisburger Tonhalle, einen neo-klassizistischen Bau, der seit der Einweihung im Jahre 1887 eines der Zentren des Duisburger Kulturlebens war.

### Bau der Mercatorhalle
Ein Wiederaufbau der zerstörten Tonhalle war nicht mehr möglich. Um die Tradition fortzusetzen, fanden bereits 1948 erste Gespräche über einen Neubau statt. 1957 schrieb die Stadt Duisburg einen bundesweiten Wettbewerb aus; im Ergebnis wurde die Architektengemeinschaft Graubner, Stumpf und Voigtländer mit dem Bau der neuen Halle beauftragt, für die man zunächst noch keinen Namen hatte. Das Bauwerk entstand dem Stil der 1960er Jahre entsprechend als funktionelles Gebäude im Sinne der Architekturmaxime Form follows function (Louis Henri Sullivan). Im September 1962 wurde die Duisburger Mercatorhalle eingeweiht. Der Name geht zurück auf den Kartographen und Astronomen Gerhard Mercator. Das im Jahre 1877 gegründete Duisburger Orchester, die heutigen Duisburger Philharmoniker, erhielt damit wieder eine Spielstätte.

### Casinolizenz und Urbanum Duisburg
Mit der Vergabe der letzten Spielcasino-Lizenz des Landes Nordrhein-Westfalens an die Stadt Duisburg stellte sich in der zweiten Hälfte der 1990er Jahre die Frage nach dem Standort des geplanten Spielcasinos. Die Stadt spielte mit dem Gedanken, die sanierungsbedürftige Mercatorhalle durch einen Neubau zu ersetzen. Trotz erheblicher Bedenken von Seiten des Denkmalschutzes beschloss der Rat der Stadt Duisburg 1999, am Standort der Mercatorhalle das Spielcasino anzusiedeln.

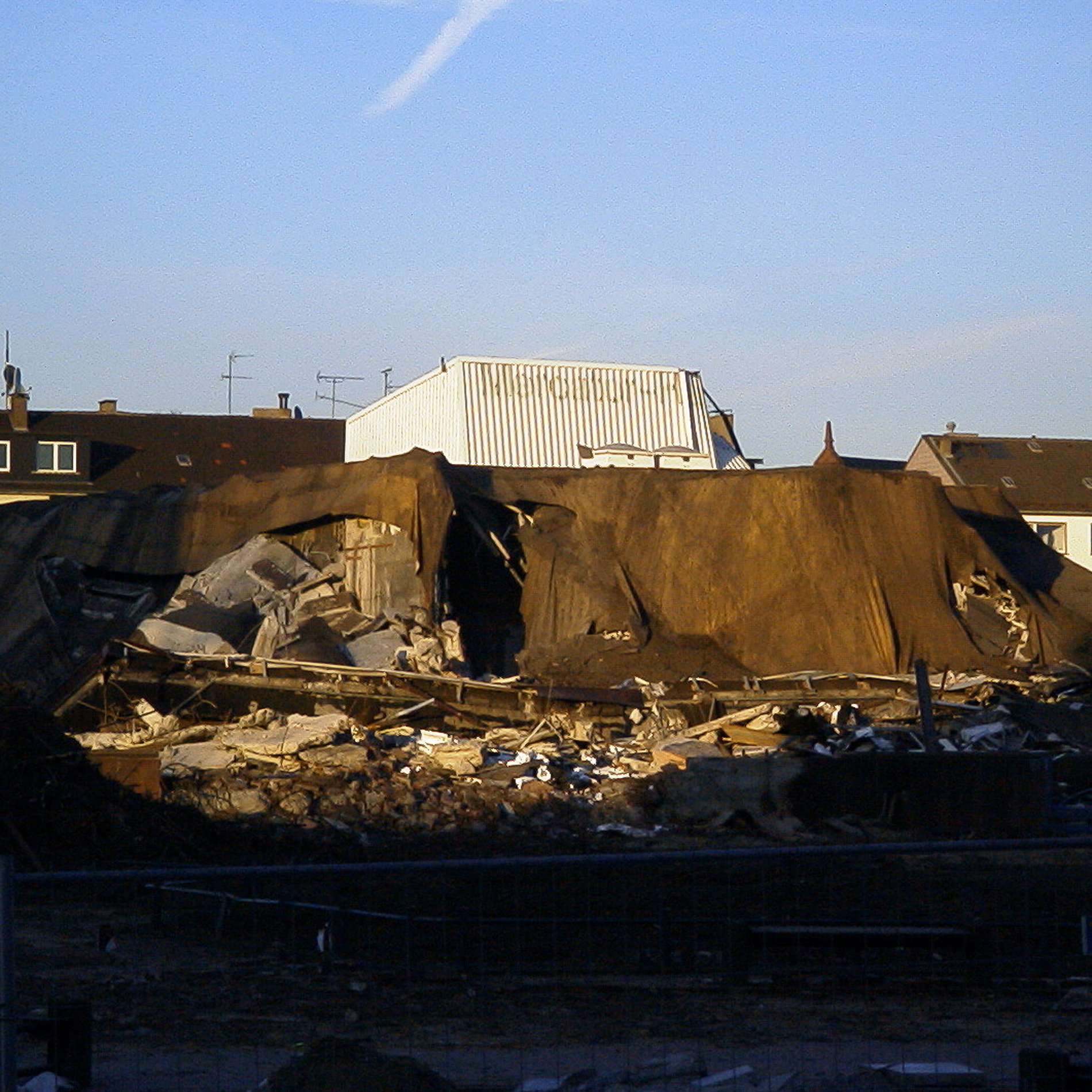
Blick von der Königstraße auf die Trümmer der abgerissenen Mercatorhalle (2005)

Dabei sollte die bisherige Nutzung der Mercatorhalle weiter gewährleistet sein, weshalb neben dem Casino auch ein Veranstaltungs- und Kongresszentrum einschließlich eines Konzertsaals für die Duisburger Philharmoniker geplant wurde. Der neue Komplex sollte zunächst den Namen Urbanum Duisburg tragen. Aufgrund von finanziellen Problemen des ursprünglich benannten Investors scheiterte die Realisierung des Projekts im September 2004. In einer erneuten Ausschreibung erhielt die Landesentwicklungsgesellschaft NRW (LEG) als neuer Investor den Auftrag, das Casino einschließlich Veranstaltungs- und Kongresszentrum zu bauen. Die Kosten teilten sich die Stadt, die Landesentwicklungsgesellschaft und der Duisburger Spielbankbetreiber WestSpiel.

### Abriss der Mercatorhalle
Nachdem die Finanzierung gesichert war, erteilte NRW-Städtebauminister Michael Vesper (Bündnis 90/Die Grünen) als für die Denkmalpflege zuständiger Fachminister und damit als oberste Denkmalbehörde die Abrissgenehmigung. Diese war notwendig, da die Mercatorhalle in der Denkmalschutzliste eingetragen war. Rat und Investor gaben dem Neubauprojekt den Namen CityPalais. Das darin integrierte Veranstaltungs-, Konzert- und Kongresszentrum mit dem Namen Mercatorhalle sollte die Position Duisburgs als Kongressstandort verbessern und den Philharmonikern eine den früheren Gegebenheiten entsprechende, hohen akustischen Qualitätsansprüchen genügende Aufführungsstätte bieten.
Nachdem die alte Mercatorhalle drei Jahre lang ungenutzt geblieben war, begann man am 17. Januar 2005 mit deren Abriss, obwohl sich seit 2002 diverse Einzelpersonen und Vereine, unter anderem der Freundeskreis zum Erhalt der Mercatorhalle e. V., um den Erhalt der Halle und eine Verhinderung des geplanten Casinos bemühten. Ein beantragter Bürgerentscheid für den Erhalt scheiterte jedoch.

### Bau der neuen Mercatorhalle (Mercatorhalle Duisburg im CityPalais)
2005 wurde der Grundstein für das neue CityPalais gelegt. Es beinhaltet ein Spielcasino, Restaurants, Geschäfte und eine Veranstaltungshalle für Kongresse und Konzerte. Letztere ist die neue Mercatorhalle Duisburg im CityPalais. Am 21. April 2007 fand die feierliche Eröffnung der neuen Mercatorhalle statt, Stargast war Howard Carpendale. Als Gebäudeausrüster war die Firma Imtech Deutschland am Bau des CityPalais’ beteiligt, die zusammen mit ihrer seit 2015 insolventen niederländischen Konzernmutter Imtech und den mit dieser verflochtenen Geschäftspartnern für zahlreiche Baumängel, Versäumnisse und Betrügereien bei der Ausstattung des Objekts verantwortlich gemacht wird.

### Schließung der neuen Mercatorhalle
Die Fertigstellung der neuen Mercatorhalle erfolgte unter sehr hohem Zeitdruck. Bereits kurz nach ihrer Eröffnung wurde erste Kritik laut. Besucher fühlten sich auf der steilen Treppe unsicher. Im August 2008 wurde die Treppe verbreitert und es wurden zusätzliche Handläufe angebracht. Aufgrund unterschiedlicher Stufenhöhen auf den Zugangstreppen drohte im Jahr 2011 auch dem Rang die Sperrung. Zahlreiche weitere Baumängel wurden aufgedeckt, darunter fehlende Schlösser, Risse im Beton und unvollständig ausgestattete Toiletten. Am 22. August 2012 wurde die Mercatorhalle aufgrund von Brandschutzmängeln geschlossen, da insbesondere die schwierig zu begehenden Treppen als Stolperfallen wirken und die Flucht im Brandfall behindern könnten.

### Wiedereröffnung der Mercatorhalle
Nach der Schließung der Mercatorhalle wurden die festgestellten Baumängel beseitigt. Dabei wurden auch die unterschiedlichen Stufenhöhen mittels neuer Unterkonstruktion korrigiert und das komplexe Entlüftungs- und Entrauchungssystem wurde auf den aktuellen Stand der Technik gebracht. Als erster Bereich der Mercatorhalle konnte im November 2012 der Tagungs- und Kongressbereich wieder eröffnet werden. Seit Januar 2015 steht auch der Kleine Saal der Mercatorhalle wieder für die Öffentlichkeit zur Verfügung. Am 1. September 2016 wurde der Große Saal der Mercatorhalle feierlich wiedereröffnet. In der Einladung zur offiziellen Wiedereröffnungsveranstaltung bezeichnete der Duisburger Oberbürgermeister Sören Link die Halle als die „gute Stube“ der Duisburgerinnen und Duisburger. Es gab Auftritte der Duisburger Philharmoniker in Kammerbesetzung sowie zahlreicher anderer Duisburger Künstler. Am 7. und 8. September fand das 1. Philharmonische Konzert der Duisburger Philharmoniker erstmals wieder im Großen Saal der Mercatorhalle statt. Gegeben wurde eine Wagner-Gala mit prominenten Bayreuther Wagner-Sängern, bei der unter anderem die Ode „Dich, teure Halle, grüß’ ich wieder“ aus der Wagner-Oper Tannhäuser intoniert wurde.